# Torcé
 Torcé  es una población y comuna francesa, situada en la región de Bretaña, departamento de Ille y Vilaine, en el distrito de Rennes y cantón de Argentré-du-Plessis.

## Demografía
| 651 | 596 | 592 | 681 | 788 | 916 |
| Para los censos de 1962 a 1999 la población legal corresponde a la población sin duplicidades (Fuente: INSEE [Consultar]) |     |     |     |     |     |